# Henrik IV., kralj Francuske
Henrik IV. (13. prosinca 1553. – 14. svibnja 1610.), francuski kralj od 2. kolovoza 1589. do smrti, i kralj Navarre od 9. lipnja 1572. do smrti.
Prvi kralj iz dinastije Bourbon.
Sin Ivane, kraljice Navarre. Oženio je 15. kolovoza 1572. Margaretu Valois, kćer francuskog kralja Henrika II. Brak je poništen 1599., iz toga braka nije imao djece.
Njegova majka je bila žestoki predstavnik hugenota to jest francuskih protestanata. U istom je duhu odgojila i Henrika IV. Otac budućeg kralja je bio Antoine de Bourbon, prvi nasljednik francuske krune u slučaju izumreća tadašnje vladajuće dinastije.
S ciljem sklapanja mira između hugenota i katolika njegova majka ugovara njegovo vjenčanje sa sestrom kralja Karla IX. Vjenčanje zaključeno 15. kolovoza 1572. je bilo nesretno i bez djece. Gotovo neposredno po vjenčanju kralj Karlo IX. naređuje pokolj Hugenota na dan svetog Bartolomeja, a samog Henrika IV. prisiljava na prelazak na katolicizam i drži u zatvoru sljedeće 4 godine.
Izborivši svoju slobodu 1576. godine ovaj kralj se nalazi cijelo vrijeme u ratu ili oružanom primirju s novim kraljem Francuske Henrik III. Odlučujući trenutak nastupa 1589. godine kada se protiv francuskog kralja buni Pariz i nekoliko drugih žestoko katoličkih gradova. Savez tada sklopljen između Henrika III. i Henrika IV. traje do smrti kralja Francuske koji na samrtnoj postelji za nasljednika proglašava kralja Navarre.
Iako sada formalno kralj Francuske to je u stvarnosti tada bilo veoma daleko od stvarnosti. Tadašnja katolička liga nije mogla prihvatiti kralja hugenota koji je bio ekskomuniciran još 1585. godine. S druge strane niti francuski gradovi ga nisu htjeli prihvatiti tako da je prošlo četiri godine prije nego što ga Pariz priznaje za svog kralja. Prije tog trenutka on je trebao još preći na katoličanstvo. To Henrik IV. pozdravlja riječima "Pariz je vrijedan jedne mise".
Ovom kralju je na kraju trebalo 5 godina rata kako bi postao priznat kao vladar Francuske. Poslije te unutarnje pobjede 1594. on objavljuje rat Španjolskoj koja od samog početka vojnicima i novcem potpomaže njegove protivnike. U tom ratu on potvrđuje nezavisnost Francuske od katoličkih pretenzija.
Tijekom borbi i kasnije vladavine njegova politika je bila da uvijek kada je to moguće kupi, svoje protivnike kako bi se izbjegle ratne žrtve. Spomenik njegovog humanizma (za to doba) postaju riječi: "Ako mi Bog dozvoli ja ću se pobrinuti da svaki radnik ima nedjeljom za ručak kokošku".
S ciljem smirivanja preostalih vjerskih napetosti Henrik IV. potpisuje 1598. Nantski edikt, osiguravajući vjersku slobodu francuskim protestantima. Njegovo potpisivanje se uzima kao datum kraja vjerskih ratova u Francuskoj iako će se oni još javljati tijekom vladavine Henrikova sina.
Tijekom vladavine ovog kralja na njega su katolički fanatici u prosjeku vršili jedan atentat godišnje.
14. svibnja 1610. ubio ga je fanatični katolik François Ravaillac.  Kako iz svog prvog braka s Margaretom Valois nije imao ništa osim ljubavnih skandala, on s njom dogovara rastavu braka kako bi se oženio za Mariju de Medici 17. prosinca 1600. Tijekom drugog braka on dobiva dva sina koji osiguravaju budućnost dinastije Bourbon. Naslijedio ga je sin Luj XIII.
| Prethodnik: | Kralj Francuske | Nasljednik: |
| Henrik III. | Kralj Francuske | Luj XIII.   |

## Poveznice
- Popis francuskih vladara